# Low Bradley
Low Bradley är en ort i Storbritannien.   Den ligger i grevskapet North Yorkshire och riksdelen England, i den centrala delen av landet, 300 km norr om huvudstaden London. Low Bradley ligger 118 meter över havet och antalet invånare är 1 160.
Terrängen runt Low Bradley är huvudsakligen kuperad, men åt sydväst är den platt. Low Bradley ligger nere i en dal. Runt Low Bradley är det mycket tätbefolkat, med 1 266 invånare per kvadratkilometer. Närmaste större samhälle är Keighley, 9,2 km sydost om Low Bradley. Trakten runt Low Bradley består i huvudsak av gräsmarker.